# بلیترس‌ویک
بلیترس‌ویک (به هلندی: Blitterswijck) یک منطقهٔ مسکونی در هلند است که در ونری واقع شده‌است. بلیترس‌ویک ۱٬۰۲۰ نفر جمعیت دارد.